# Năng suất lực lượng lao động
Năng suất lực lượng lao động là số lượng hàng hóa và dịch vụ mà một nhóm công nhân sản xuất được trong một khoảng thời gian nhất định. Đây là một trong số các loại năng suất mà các nhà kinh tế đo lường. Năng suất lực lượng lao động thường được gọi là năng suất lao động, là một biện pháp cho một tổ chức hoặc công ty, một quy trình, một ngành công nghiệp hoặc một quốc gia.
Năng suất lực lượng lao động được phân biệt với năng suất của nhân viên - là thước đo được sử dụng ở cấp độ cá nhân dựa trên giả định rằng năng suất tổng thể có thể được chia thành các đơn vị nhỏ hơn cho đến khi, cuối cùng, đối với từng nhân viên, được sử dụng như mục đích phân bổ lợi ích hoặc hình thức xử phạt dựa trên kết quả hoạt động của từng cá nhân (xem thêm: đường cong sức sống)
Năm 2002, OECD định nghĩa năng suất lực lượng lao động là "tỷ lệ của thước đo khối lượng đầu ra với thước đo khối lượng đầu vào". Các thước đo khối lượng của sản lượng thường là tổng sản phẩm quốc nội (GDP) hoặc tổng giá trị gia tăng (GVA), được biểu thị theo mức giá cố định, tức là đã điều chỉnh theo lạm phát.
Ba thước đo đầu vào được sử dụng phổ biến nhất là:
1. Giờ làm việc, thường là từ cơ sở dữ liệu tài khoản quốc gia hàng năm của OECD
2. Công việc của lực lượng lao động
3. Số người làm việc

## Đo lường
Năng suất lực lượng lao động có thể được đo lường theo hai cách, theo mặt vật chất hoặc về giá cả,
- Mức độ làm việc và kết quả hoàn thành công việc
- Các hoạt động sáng tạo liên quan đến việc tạo ra các cải tiến kỹ thuật
- Hiệu quả tương đối đạt được từ các hệ thống quản lý, tổ chức, phối hợp hoặc kỹ thuật khác nhau
- Các tác dụng của một số hình thức lao động đối với các hình thức lao động khác

Những khía cạnh khác của năng suất đề cập đến các khía cạnh định tính của đầu vào lao động. Nếu một tổ chức đang sử dụng lao động mạnh mẽ hơn, người ta có thể cho rằng đó là do năng suất lao động cao hơn, vì sản lượng trên mỗi nỗ lực lao động có thể giống nhau. Cái nhìn sâu sắc này trở nên đặc biệt quan trọng khi một phần lớn của những gì được sản xuất trong một nền kinh tế bao gồm các dịch vụ. Ban quản lý có thể rất bận tâm với năng suất của nhân viên nhưng bản thân năng suất đạt được của quản lý thì rất khó để chứng minh. Trong khi tăng trưởng năng suất lao động đã được coi là một thước đo hữu ích cho hiệu quả hoạt động của nền kinh tế Hoa Kỳ, nghiên cứu gần đây đã xem xét lý do tại sao năng suất lao động của Hoa Kỳ tăng lên trong thời kỳ suy thoái 2008 – 2009, khi tổng sản phẩm quốc nội của Hoa kỳ giảm mạnh.
Hiệu lực của các so sánh quốc tế về năng suất lao động có thể bị giới hạn bởi một số vấn đề đo lường. Khả năng so sánh các thước đo sản lượng có thể bị ảnh hưởng tiêu cực bởi việc sử dụng các định giá khác nhau, trong đó xác định việc bao gồm thuế, biên lợi nhuận và chi phí hoặc các chỉ số giảm phát khác nhau, biến sản lượng hiện tại thành sản lượng không đổi. Đầu vào lao động có thể bị sai lệch bởi các phương pháp khác nhau được sử dụng để ước tính giờ trung bình hoặc các phương pháp khác nhau được sử dụng để ước tính số người có việc làm. Ngoài ra, để so sánh mức năng suất lao động, sản lượng cần được quy đổi thành một loại tiền tệ chung. Các yếu tố chuyển đổi được ưu tiên là sử dụng sức mua tương đương, nhưng độ chính xác của chúng có thể bị ảnh hưởng tiêu cực bởi tính đại diện hạn chế của hàng hóa và dịch vụ được so sánh và các phương pháp tổng hợp khác nhau. Để tạo điều kiện thuận lợi cho các so sánh quốc tế về năng suất lao động, một số tổ chức, chẳng hạn như OECD, Trung tâm Tăng trưởng Groningen (GGCD), Chương trình So sánh Lao động quốc tế và Ủy Ban Hội nghị Thường niên các Nhà doanh nghiệp (The Conference Board), chuẩn bị dữ liệu năng suất được điều chỉnh đặc biệt để nâng cao khả năng so sánh quốc tế của dữ liệu.

## Các yếu tố về năng suất và chất lượng lao động
Một cuộc khảo sát về tăng trưởng và hiệu suất sản xuất ở Anh và Mauritius phát hiện ra rằng:
"Các yếu tố ảnh hưởng đến năng suất lao động hoặc việc thực hiện các vai trò công việc của cá nhân nói chung là cùng loại với các yếu tố ảnh hưởng đến hiệu quả hoạt động của các doanh nghiệp sản xuất nói chung. Chúng bao gồm: (1) các yếu tố vật lý - hữu cơ, vị trí và công nghệ, (2) giá trị niềm tin – văn hóa và các yếu tố về thái độ, động lực và hành vi cá nhân, (3) ảnh hưởng quốc tế - ví dụ: mức độ đổi mới và hiệu quả đối với chủ sở hữu và người quản lý của các công ty có vốn đầu tư nước ngoài, (4) môi trường quản lý – tổ chức và rộng hơn là môi trường kinh tế và chính trị – pháp luật, (5) mức độ linh hoạt trong thị trường lao động nội bộ và tổ chức các hoạt động trong công việc - ví dụ: sự có hay không của các ranh giới phân định nghề thủ công truyền thống và các rào cản đối với việc gia nhập ngành, và (6) các hệ thống khen thưởng và phạt cho từng cá nhân, hiệu quả của các nhà quản lý nhân sự và những người khác trong việc tuyển dụng, đào tạo, giao tiếp và thúc đẩy hiệu suất làm việc của nhân viên trên cơ sở trả lương và những ưu đãi khác."

Cuộc khảo sát trên còn phát hiện thêm rằng:
"Sự xuất hiện của máy tính đã được ghi nhận là một yếu tố quan trọng trong việc tăng năng suất lao động vào cuối những năm 1990, và được xem là một yếu tố không có ý nghĩa bởi một số người khác, chẳng hạn như R.J. Gordon. Mặc dù máy tính đã tồn tại xuyên suốt thế kỷ 20, nhưng một số nhà nghiên cứu đã ghi nhận sự tụt hậu trong tăng trưởng năng suất gây ra do máy tính không xuất hiện cho đến cuối những năm 1990."